# Distrito Federal (Brasil)
El Distrito Federal (Portugués: Distrito Federal [d͡ʒisˈtɾitu fedeˈɾaṷ]) es una de las 27 unidades federales de Brasil. Ubicada en la Región Centro-Oeste, es la unidad federal brasileña más pequeña y la única que no tiene municipios, dividida en 35 regiones administrativas, con un área total de 5,780 km². Limita completamente con todo el estado de Goiás, y en una pequeña y estrecha franja al sureste, con el estado de Minas Gerais. En su territorio, se encuentra la capital federal de Brasil, Brasilia, que también es la sede del gobierno del Distrito Federal.

## Historia
Desde la primera constitución republicana ya constaba un dispositivo que preveía la mudanza de la capital federal de Río de Janeiro, en ese entonces en el antiguo Distrito Federal (1889-1960), para el interior del país. En 1891 fue nombrada la Comisión Exploradora del Altiplano Central de Brasil, liderada por el astrónomo Luiz Cruls e integrada por médicos, geólogos y botánicos, que hicieron un estudio sobre topografía, clima, geología, flora, fauna y otros recursos materiales de la región del Altiplano Central. El área fue conocida como Cuadrilátero Cruls y fue presentada en 1894 al Gobierno Republicano. 
En 1922 una comisión del Gobierno Federal establece la localización en Goiás, pero el proyecto fue cerrado. Solo en 1955, durante unos comicios, el entonces candidato a la presidencia Juscelino Kubitschek afirmó que transferiría la capital. Elegido presidente, estableció la construcción de Brasilia como meta-síntesis de su Plan de Metas.
La capital de Brasil fue transferida de Río de Janeiro a Brasilia el 21 de abril de 1960 y su nuevo territorio, separado del estado de Goiás en la frontera con el estado de Minas Gerais, se convirtió en el actual Distrito Federal. Después de la transferencia, el antiguo Distrito Federal, que contenía la ciudad de Río de Janeiro, se convirtió en el estado de Guanabara. Este estado existió desde 1960 hasta 1975 cuando se fusionó con el estado de Río de Janeiro. Con la fusión, la capital del estado de Río de Janeiro fue transferida de regreso de Niterói a Río de Janeiro (como lo había sido hasta 1834 cuando el imperio creó el Municipio Neutro).

## Gobierno y política

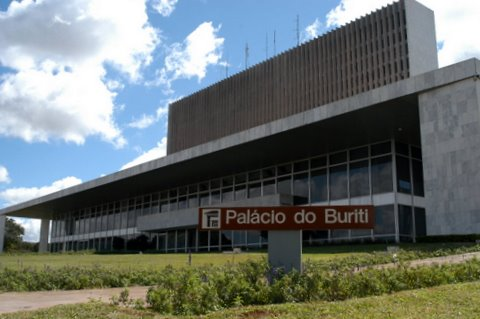
Palacio del Buriti, sede del gobierno del Distrito Federal.

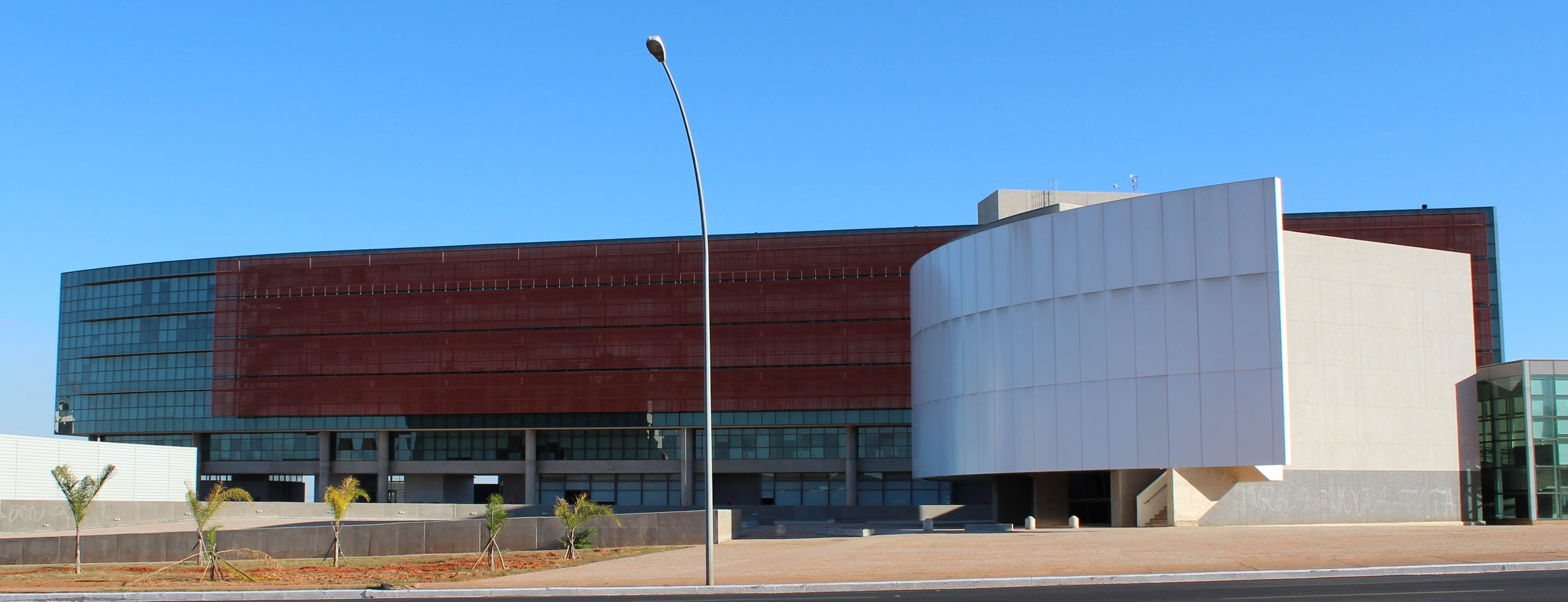
Edificio sede de la Cámara Legislativa del Distrito Federal.

La política y la administración del Distrito Federal se distinguen de las demás unidades de la federación en algunos puntos particulares, conforme definido en la Constitución de Brasil de 1988:
- El Distrito Federal se rige por ley orgánica, típica de municipios, y no por una constitución estatal. Acumula las competencias legislativas reservadas a los estados y municipios, no vedadas por la Constitución.
- El carácter híbrido del Distrito Federal es observable por su cámara legislativa, mezcla de cámara municipal (poder legislativo municipal) y asamblea legislativa (poder legislativo estadual).
- El poder legislativo del Distrito Federal es ejercido por la càmara legislativa, con 24 diputados distritales electos; y el jefe del poder ejecutivo es el gobernador.

El Distrito Federal es una entidad jurídica de derecho público interno, dentro de la estructura política y administrativa de Brasil de naturaleza sui generis, ya que no es un estado ni un municipio, sino una entidad especial que acumula poderes legislativos reservados a los estados y municipios, según lo previsto en el art. 32, § 1 del CF, que le da una naturaleza híbrida de estado y municipio.
El artículo 32 de la Constitución Federal de 1988 prohíbe expresamente que el Distrito Federal se divida en municipios, siendo considerado uno. La rama ejecutiva del Distrito Federal estuvo representada por el alcalde del Distrito Federal hasta 1969, cuando el cargo se transformó en gobernador del Distrito Federal.
El poder legislativo del Distrito Federal está representado por la Cámara Legislativa del Distrito Federal, cuya nomenclatura representa una mezcla de asamblea legislativa (poder legislativo de las otras unidades de la federación) y consejo municipal (legislativo de municipios). La Cámara Legislativa está compuesta por 24 diputados distritales.
El poder judicial que sirve al Distrito Federal también sirve a los territorios federales. Brasil actualmente no tiene territorios, por lo que el Tribunal de Justicia del Distrito Federal y de los Territorios solo sirve al Distrito Federal.
Parte del presupuesto del Gobierno del Distrito Federal proviene del Fondo Constitucional del Distrito Federal. En 2012, el fondo totalizó 9.600 millones de reales. Para 2015, el pronóstico era de 12.400 millones de reales, con más de la mitad (6.400 millones) para gastos de seguridad pública.

### Definición territorial y administrativa
La Constitución de 1988 en su artículo 32, prohíbe expresamente la división de Distrito Federal en municipios. Distrito Federal está dividido en 35 regiones administrativas (de los cuales sólo 19 son reconocidos por el IBGE; las fronteras de otras regiones todavía no han pasado por la Legislatura para su aprobación en la Cámara Legislativa de Distrito Federal). La principal es la región administrativa de Brasilia, que tiene menos del 10% de la población de Distrito Federal. Las otras regiones administrativas alrededor de esta a menudo son llamadas "ciudades satélite". En Brasil, la idea de ciudad está estrechamente vinculada a la sede del municipio. Sin embargo, en Distrito Federal, se les llama así a los distintos centros urbanos de las regiones administrativas. Algunos de estos núcleos son más viejos que la propia Brasilia, como Planaltina, que era una ciudad de Goiás antes de incorporarse en Distrito Federal, y Brazlândia, fundada en la década de 1930.